# Justin Murisier
Justin Murisier (Martigny, 8 januari 1992) is een Zwitserse alpineskiër. Hij vertegenwoordigde zijn vaderland op de Olympische Winterspelen 2014 in Sotsji op de Olympische Winterspelen 2018 in Pyeongchang en op de Olympische Winterspelen 2022 in Peking.

## Carrière
Murisier maakte zijn wereldbekerdebuut in januari 2010 in Adelboden. In december 2010 scoorde de Zwitser, dankzij een achtste plaats in Val d'Isère, zijn eerste wereldbekerpunten. Op de wereldkampioenschappen alpineskiën 2011 in Garmisch-Partenkirchen eindigde hij als dertiende op de reuzenslalom en als 25e op de slalom. Tijdens de Olympische Winterspelen van 2014 in Sotsji wist Murisier op zijn enige onderdeel, de slalom, niet te finishen.
In Beaver Creek nam de Zwitser deel aan de wereldkampioenschappen alpineskiën 2015. Op dit toernooi eindigde hij als dertiende op de slalom en als dertigste op de reuzenslalom. Op de wereldkampioenschappen alpineskiën 2017 in Sankt Moritz eindigde hij als zesde op de alpine combinatie en als achtste op de reuzenslalom. Tijdens de Olympische Winterspelen van 2018 in Pyeongchang bereikte Murisier op zowel de reuzenslalom als de alpine combinatie de finish niet.
In 2022 kon Murisier zich een derde keer plaatsen voor de Olympische Winterspelen. Op de Combinatie eindigde hij op de 4e plaats.

## Resultaten

### Olympische Spelen
| Jaar | Plaats      | Resultaten                                         |
| ---- | ----------- | -------------------------------------------------- |
| 2014 | Sotsji      | DNF Slalom                                         |
| 2018 | Pyeongchang | DNF Reuzenslalom DNF Alpine combinatie             |
| 2022 | Peking      | 4e Combinatie DNF1 Reuzenslalom 6e Landenwedstrijd |

### Wereldkampioenschappen
| Jaar | Plaats                 | Resultaten                                                |
| ---- | ---------------------- | --------------------------------------------------------- |
| 2011 | Garmisch-Partenkirchen | 25e Slalom 13e Reuzenslalom                               |
| 2015 | Beaver Creek           | 13e Slalom 30e Reuzenslalom                               |
| 2017 | Sankt Moritz           | 8e Reuzenslalom 6e Alpine combinatie                      |
| 2021 | Cortina d'Ampezzo      | 8e Combinatie BQLF Parallelreuzenslalom DNF1 Reuzenslalom |
| 2023 | Courchevel-Méribel     | 12e Afdaling DNF2 Alpine combinatie                       |
| 2025 | Saalbach               | 8e Afdaling DNF2 Teamcombinatie                           |

### Wereldbeker
Eindklasseringen
| Seizoen   | Algm | AD  | SL  | RS  | SG  | PAR | AC  |
| --------- | ---- | --- | --- | --- | --- | --- | --- |
| 2010/2011 | 85e  | -   | 32e | 45e | -   |     | -   |
|           |      |     |     |     |     |     |     |
| 2013/2014 | 100e | -   | -   | -   | -   | 16e |     |
| 2014/2015 | 96e  | -   | 50e | 31e | -   | 21e |     |
| 2015/2016 | 46e  | -   | -   | 12e | -   | 19e |     |
| 2016/2017 | 36e  | -   | -   | 13e | -   | 4e  |     |
| 2017/2018 | 30e  | -   | -   | 7e  | -   | 9e  |     |
| 2019/2020 | 52e  | -   | -   | 26e | -   | 16e | 12e |
| 2020/2021 | 26e  | -   | -   | 10e | 31e | -   |     |
| 2021/2022 | 17e  | 52e | -   | 9e  | 16e | -   |     |
| 2022/2023 | 26e  | 28e | -   | 32e | 7e  |     |     |
| 2023/2024 | 20e  | 14e | -   | 29e | 17e |     |     |
| 2024/2025 | 17e  | 7e  | -   | 43e | 17e |     |     |

Wereldbekerzeges
| Datum      | Plaats       | Onderdeel |
| ---------- | ------------ | --------- |
| 06/12/2024 | Beaver Creek | Afdaling  |